# Muarem Muarem
Muarem Muarem (ur. 22 października 1988 w Skopju) − macedoński piłkarz występujący na pozycji pomocnika w KF Gostiwar. W reprezentacji Macedonii zadebiutował w 2011 roku. Rozegrał w niej 7 meczów.